# Anna Dostojevskaja

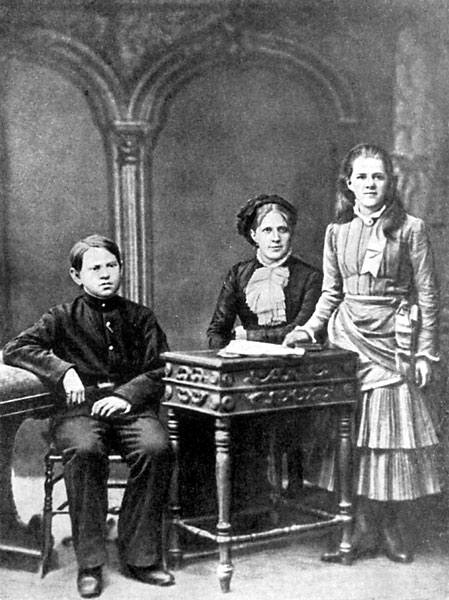
Anna met kinderen: Ljoebov (r) en Fjodor

Anna Grigorjevna Dostojevskaja (Russisch: Анна Григорьевна Достоевская) (Sint-Petersburg, 12 september 1846 – Jalta, 9 juni 1918), geboren Snitkina (Russisch: Сниткина), was een Russisch schrijfster van memoires en de tweede vrouw van schrijver Fjodor Dostojevski.

## Leven en werk
Anna Snitkina was de dochter van een Oekraïense ambtenaar en een Zweedse moeder.
Op 4 oktober 1866 ging ze als stenografe werken voor de beroemde schrijver Fjodor Dostojevski. Dostojevski betrok Anna al snel bij het uitdenken van plots voor zijn werken en vroeg haar adviezen op het gebied van vrouwelijke psychologie. In haar memoires beschrijft Anna Dostojevskaja onder meer het volgende voorval: Dostojevski is bezig met een verhaal over een schilder die verliefd wordt op een veel jonger meisje met een totaal verschillend karakter. Dostojevski vraagt Anna vervolgens: “Stel nu dat ik die schilder was, ik verklaarde jou mijn liefde en vroeg of je met me wilde trouwen. Wat zou je dan antwoorden”? Anna: “Ik zou antwoorden dat ik van je hield en altijd van je zou blijven houden”.
Het koppel trouwde uiteindelijk op 15 februari 1867. Twee maanden later verhuisden ze naar West-Europa, waar ze tot 1871 zouden blijven. Het verblijf in het Westen werd beheerst door Dostojevski’s gokverslaving en daaruit ontstane schulden. In Baden-Baden verloor Dostojevski eind 1867 zijn volledige fortuin, inclusief Anna’s bezittingen, tot haar kleren toe. In Genève begon hij vervolgens hard te werken aan nieuwe romans om zijn schulden te kunnen vereffenen. In deze tijd begon ook Anna met het schrijven van haar memoires. Uiteindelijk zou ze twee boeken schrijven: Anna Dostojevskaja’s dagboek (geschreven in 1867, gepubliceerd in 1923) en Memoires (geschreven tussen 1911 en 1916, gepubliceerd in 1923, in Nederland verschenen in de reeks Privé-domein onder de titel Herinneringen, handelend over Dostojevski’s laatste levensjaren).
Anna en Fjodor kregen vier kinderen: Sofia (1868, overleden 3 maanden oud), Ljoebov (1869-1926), Fjodor (1871-1922) en Aleksej (1875-1878). Anna was degene die de spil en ruggengraat vormde van het huishouden van de Dostojevski’s, en van alles eromheen, inclusief onderhandelingen over publicaties van Dostojevski’s werk. Uiteindelijk was het voor een belangrijk deel aan háár krachtdadig optreden te danken dat de Dostojevski’s uiteindelijk weer schuldenvrij werden. Fjodor gaf in 1871 het gokken op, vooral ook onder invloed van Anna’s sterke persoonlijkheid.
Na Dostojevski’s dood was Anna pas 35 jaar, maar ze hertrouwde nooit. Ze beheerde met zorg de nalatenschap van haar man en richtte in 1905 een aan hem gewijde kamer in in het Nationaal Historisch Museum te Moskou.
Anna Dostojevskaja overleed in 1918 te Jalta, waar ze na de Russische Revolutie haar toevlucht had gezocht.

## Trivia
- Anna Dostojevskaja was een fervent filateliste en staat bekend als de eerste vrouwelijke postzegelverzamelaar uit Rusland van betekenis.